# Kelemen Tímea
Kelemen Tímea (Budapest, 1973. augusztus 23. –) magyar színésznő.

## Életpályája
A Nemzeti Színház színiiskolájában végzett 1994-ben és a debreceni Csokonai Színház társulatához szerződött. 2002-től szabadfoglalkozású színművésznő.

## Színházi szerepeiből
- William Shakespeare: Vízkereszt, vagy amit akartok ... Mária
- William Shakespeare: Szentivánéji álom... Hermia
- William Shakespeare: Sok hűhó semmiért... Ursula
- Nyikolaj Vasziljevics Gogol: A revizor... Marja Antonovna
- Bohumil Hrabal: Szigorúan ellenőrzött vonatok... Viktória
- Szigligeti Ede: Liliomfi... Erzsike
- Fazekas Mihály: Lúdas Matyi... Döbrögi Mihályné
- Tersánszky Józsi Jenő: Kakuk Marci... Gizus, szobalány
- Sütő András: Az ugató madár... Újfalussy Ferencné
- Darvasi László: Szív Ernő estéje... Rózsi
- Szabó Magda: És ha mégis uram? (Béla király)... Erzsébet hercegnő
- Németh Ákos: Lovass Anita... Lovass Anita
- Háy János: A Gézagyerek... Marika, bolti eladó

## Filmes, televíziós szerepei
- Dráma (2012)